# Élections législatives de 2024 en Nouvelle-Calédonie
Les élections législatives françaises de 2024 en Nouvelle Calédonie se déroulent les 30 juin et 7 juillet. Deux députés sont à élire dans le cadre de deux circonscriptions, à la suite de la dissolution de l'Assemblée nationale par Emmanuel Macron.
Le choix de cette dissolution est pris après la défaite de la liste Renaissance aux élections européennes qui ont eu lieu le 9 juin 2024.

## Contexte
Environ 229 000 électeurs peuvent voter dans les circonscriptions de Nouvelle Calédonie en 2024. Dans le même temps, un projet/le projet de réforme constitutionnel est bloqué.
Aux élections européennes, le taux de participation était quatre fois moins qu'au premier tour des législatives.
| Circonscription | RN      | ENS     | PS - PP | LFI    | LR      |
| --------------- | ------- | ------- | ------- | ------ | ------- |
| Circonscription |         |         |         |        |         |
| 1re             | 19,51 % | 31,95 % | 5,01 %  | 2,76 % | 12,44 % |
| 2e              | 24,55 % | 24,37 % | 3,09 %  | 5,62 % | 12,95 % |

## Système électoral
Les élections législatives ont lieu au scrutin uninominal majoritaire à deux tours dans des circonscriptions uninominales.
Est élu au premier tour le candidat qui réunit la majorité absolue des suffrages exprimés et un nombre de voix au moins égal au quart des électeurs inscrits dans la circonscription, soit 25 %. Si aucun des candidats ne satisfait ces conditions, un second tour est organisé entre les candidats ayant réuni un nombre de voix au moins égal à un huitième des inscrits, soit 12,5 %. Les deux candidats arrivés en tête du 1er tour se maintiennent néanmoins par défaut si un seul ou aucun d'entre eux n'a atteint ce seuil. Au second tour, le candidat arrivé en tête est déclaré élu,.
Le seuil de qualification basé sur un pourcentage du total des inscrits et non des suffrages exprimés rend plus difficile l'accès au second tour lorsque l'abstention est élevée. Le système permet en revanche l'accès au second tour de plus de deux candidats si plusieurs d'entre eux franchissent le seuil de 12,5 % des inscrits. Les candidats en lice au second tour peuvent ainsi être trois, un cas de figure appelé « triangulaire ». Les second tours où s'affrontent quatre candidats, appelés « quadrangulaire » sont également possibles, mais beaucoup plus rares,.

### Partis et nuances
Les résultats des élections sont publiés en France par le ministère de l'Intérieur, qui classe les partis en leur attribuant des nuances politiques. Ces dernières sont décidées par les préfets, qui les attribuent indifféremment de l'étiquette politique déclarée par les candidats, qui peut être celle d'un parti ou une candidature sans étiquette.
Seuls le Parti communiste français (COM), La France insoumise (FI), le Parti socialiste (SOC), le Parti radical de gauche (RDG), Les Écologistes (VEC), Renaissance (RE), le Mouvement démocrate (MDM), Horizons (HOR), l'Union des démocrates et indépendants (UDI), Les Républicains (LR), le Rassemblement national (RN) et Reconquête (REC) se voient attribuer en 2024 des nuances propres. Les coalitions Ensemble et Nouveau front populaire, ainsi que les candidats de l'alliance LR-Ciotti-RN, en bénéficient également indirectement, les nuances Ensemble ! (Majorité présidentielle) (ENS), Union de la gauche (UG) et Union de l'extrême-droite (UXD) étant attribuables aux candidats bénéficiant respectivement du soutien de deux partis du centre, de deux partis de gauche ou de deux partis d'extrême-droite,.
Tous les autres partis se voient attribuer l'une ou l'autre des nuances suivantes : EXG (extrême gauche), DVG (divers gauche), ECO (écologiste), REG (régionaliste), DVC (divers centre), DVD (divers droite), DSV (droite souverainiste) et EXD (extrême droite). Des partis comme Debout la France ou Lutte ouvrière ne disposent ainsi pas de nuances propres, et leurs résultats nationaux ne sont pas publiés séparément par le ministère, car mélangés avec d'autres partis (respectivement dans les nuances DSV et EXG).

## Élus
| Circonscription                                                       | Député sortant    | Parti | Parti | Groupe | Député élu ou réélu | Parti | Parti | Groupe |
| --------------------------------------------------------------------- | ----------------- | ----- | ----- | ------ | ------------------- | ----- | ----- | ------ |
| 1re                                                                   | Philippe Dunoyer  |       | CE    | RE     | Nicolas Metzdorf    |       | GNC   | EPR    |
| 2e                                                                    | Nicolas Metzdorf* |       | GNC   | RE     | Emmanuel Tjibaou    |       | UC    | GDR    |
| * député sortant se présentant dans une autre circonscription en 2024 |                   |       |       |        |                     |       |       |        |

## Résultats

### Résultats à l'échelle de la collectivité

#### Résultats par coalition
| Parti et coalition                              | Parti et coalition                                          | Parti et coalition                                          | Premier tour | Premier tour | Premier tour | Second tour | Second tour   | Second tour | Total Sièges  | +/-           |  |
| Parti et coalition                              | Parti et coalition                                          | Parti et coalition                                          | Voix         | %            | Sièges       | Voix        | %             | Sièges      | Total Sièges  | +/-           |  |
| ----------------------------------------------- | ----------------------------------------------------------- | ----------------------------------------------------------- | ------------ | ------------ | ------------ | ----------- | ------------- | ----------- | ------------- | ------------- |  |
|                                                 | Union calédonienne (UC)                                     | Union calédonienne (UC)                                     | 53 296       | 40,75        | 0            | 83 123      | 53,28         | 1           | 1             | 1             |  |
|                                                 |                                                             | Le Rassemblement - Les Républicains (R-LR)                  | 27 038       | 20,67        | 0            | 38 320      | 24,56         | 0           | 0             | en stagnation |  |
|                                                 | Générations NC (GNC)                                        | 22 316                                                      | 17,06        | 0            | 34 577       | 22,16       | 1             | 1           | en stagnation |               |  |
| Total Les Loyalistes - Les Républicains (LL-LR) | Total Les Loyalistes - Les Républicains (LL-LR)             | 49 354                                                      | 37,74        | 0            | 72 897       | 46,72       | 1             | 1           | en stagnation |               |  |
|                                                 | L'Éveil océanien (L'EO)                                     | L'Éveil océanien (L'EO)                                     | 11 637       | 8,90         | 0            |             |               |             | 0             | Nv            |  |
|                                                 |                                                             | Calédonie ensemble (CE)                                     | 9 737        | 7,44         | 0            | 0           | 1             |             |               |               |  |
| Total Ensemble pour la République (ENS)         | Total Ensemble pour la République (ENS)                     | 9 737                                                       | 7,44         | 0            | 0            | 1           |               |             |               |               |  |
|                                                 | Rassemblement national (RN)                                 | Rassemblement national (RN)                                 | 2 562        | 1,96         | 0            | 0           | en stagnation |             |               |               |  |
|                                                 | Mouvement nationaliste indépendantiste souverainiste (MNIS) | Mouvement nationaliste indépendantiste souverainiste (MNIS) | 2 343        | 1,79         | 0            | 0           | en stagnation |             |               |               |  |
|                                                 | Souveraineté calédonienne (SC)                              | Souveraineté calédonienne (SC)                              | 808          | 0,62         | 0            | 0           | Nv            |             |               |               |  |
|                                                 | Union pour l'action (UPA)                                   | Union pour l'action (UPA)                                   | 235          | 0,18         | 0            | 0           | Nv            |             |               |               |  |
|                                                 | Mouvement des citoyens français de Nouvelle-Calédonie (MCF) | Mouvement des citoyens français de Nouvelle-Calédonie (MCF) | 173          | 0,13         | 0            | 0           | en stagnation |             |               |               |  |
|                                                 | Reconquête (REC)                                            | Reconquête (REC)                                            | 158          | 0,12         | 0            | 0           | Nv            |             |               |               |  |
|                                                 | Rassemblement autochtone (RA)                               | Rassemblement autochtone (RA)                               | 78           | 0,06         | 0            | 0           | Nv            |             |               |               |  |
|                                                 | Cœur de l'humanité (CDH)                                    | Cœur de l'humanité (CDH)                                    | 63           | 0,05         | 0            | 0           | Nv            |             |               |               |  |
|                                                 | Sans étiquette (SE)                                         | Sans étiquette (SE)                                         | 344          | 0,26         | 0            | 0           | en stagnation |             |               |               |  |
|                                                 |                                                             |                                                             |              |              |              |             |               |             |               |               |  |
| Suffrages exprimés                              | Suffrages exprimés                                          | Suffrages exprimés                                          | 130 788      | 98,11        |              | 156 020     | 98,46         |             |               |               |  |
| Votes blancs                                    | Votes blancs                                                | Votes blancs                                                | 1 511        | 1,13         | 1 583        | 1,00        |               |             |               |               |  |
| Votes nuls                                      | Votes nuls                                                  | Votes nuls                                                  | 1 006        | 0,75         | 858          | 0,54        |               |             |               |               |  |
| Total                                           | Total                                                       | Total                                                       | 133 305      | 100          | 0            | 158 461     | 100           | 2           | 2             | en stagnation |  |
| Abstentions                                     | Abstentions                                                 | Abstentions                                                 | 88 809       | 39,98        |              | 63 640      | 28,65         |             |               |               |  |
| Inscrits/Participation                          | Inscrits/Participation                                      | Inscrits/Participation                                      | 222 114      | 60,02        | 222 101      | 71,35       |               |             |               |               |  |

#### Résultats par nuance
| Nuance                 | Nuance                 | Nuance                 | Premier tour | Premier tour | Premier tour | Second tour | Second tour   | Second tour | Total Sièges | +/-           |  |
| Nuance                 | Nuance                 | Nuance                 | Voix         | %            | Sièges       | Voix        | %             | Sièges      | Total Sièges | +/-           |  |
| ---------------------- | ---------------------- | ---------------------- | ------------ | ------------ | ------------ | ----------- | ------------- | ----------- | ------------ | ------------- |  |
|                        | Régionaliste           | REG                    | 56 869       | 43,48        | 0            | 83 123      | 53,28         | 1           | 1            | 1             |  |
|                        | Divers droite          | DVD                    | 49 527       | 37,87        | 0            | 72 897      | 46,72         | 1           | 1            | 1             |  |
|                        | Divers gauche          | DVG                    | 11 637       | 8,90         | 0            |             |               |             | 0            | Nv            |  |
|                        | Horizons               | HOR                    | 9 737        | 7,44         | 0            | 0           | Nv            |             |              |               |  |
|                        | Rassemblement national | RN                     | 2 562        | 1,96         | 0            | 0           | en stagnation |             |              |               |  |
|                        | Écologiste             | ECO                    | 235          | 0,18         | 0            | 0           | Nv            |             |              |               |  |
|                        | Reconquête             | REC                    | 158          | 0,12         | 0            | 0           | Nv            |             |              |               |  |
|                        | Divers                 | DIV                    | 63           | 0,05         | 0            | 0           | en stagnation |             |              |               |  |
|                        |                        |                        |              |              |              |             |               |             |              |               |  |
| Suffrages exprimés     | Suffrages exprimés     | Suffrages exprimés     | 130 788      | 98,11        |              | 156 020     | 98,46         |             |              |               |  |
| Votes blancs           | Votes blancs           | Votes blancs           | 1 511        | 1,13         | 1 583        | 1,00        |               |             |              |               |  |
| Votes nuls             | Votes nuls             | Votes nuls             | 1 006        | 0,75         | 858          | 0,54        |               |             |              |               |  |
| Total                  | Total                  | Total                  | 133 305      | 100          | 0            | 158 461     | 100           | 2           | 2            | en stagnation |  |
| Abstentions            | Abstentions            | Abstentions            | 88 809       | 39,98        |              | 63 640      | 28,65         |             |              |               |  |
| Inscrits/Participation | Inscrits/Participation | Inscrits/Participation | 222 114      | 60,02        | 222 101      | 71,35       |               |             |              |               |  |

### Résultats par circonscription

#### Première circonscription
Député sortant : Philippe Dunoyer (Calédonie ensemble)
| Candidat                 | Candidat                              | Parti et coalition       | Nuance                   | Premier tour | Premier tour | Second tour | Second tour |
| Candidat                 | Candidat                              | Parti et coalition       | Nuance                   | Voix         | %            | Voix        | %           |
| ------------------------ | ------------------------------------- | ------------------------ | ------------------------ | ------------ | ------------ | ----------- | ----------- |
|                          | Nicolas Metzdorf                      | GNC (LL-LR)              | DVD                      | 22 316       | 39,81        | 34 577      | 52,41       |
|                          | Omayra Naisseline                     | UC                       | REG                      | 20 370       | 36,34        | 31 399      | 47,59       |
|                          | Philippe Dunoyer                      | CE (ENS)                 | HOR                      | 5 791        | 10,33        |             |             |
|                          | Veylma Falaeo                         | L'EO                     | DVG                      | 2 731        | 4,87         |             |             |
|                          | Simon Loueckhote                      | RN                       | RN                       | 2 562        | 4,57         |             |             |
|                          | Muneiko Haocas                        | MNIS                     | REG                      | 1 229        | 2,19         |             |             |
|                          | Juanita Ciane Angexetine, ép. Rialati | SE                       | REG                      | 344          | 0,61         |             |             |
|                          | Cédric Devaud                         | UPA                      | ECO                      | 235          | 0,42         |             |             |
|                          | Pierre-Henri Cuénot                   | MCF                      | DVD                      | 173          | 0,31         |             |             |
|                          | Thomas Nasri                          | REC                      | REC                      | 158          | 0,28         |             |             |
|                          | Germaine Némia-Bishop                 | RA                       | REG                      | 78           | 0,14         |             |             |
|                          | Manuel Millar,                        | CDH                      | DIV                      | 63           | 0,11         |             |             |
|                          |                                       |                          |                          |              |              |             |             |
| Suffrages exprimés       | Suffrages exprimés                    | Suffrages exprimés       | Suffrages exprimés       | 56 050       | 98,48        | 65 976      | 98,77       |
| Votes blancs             | Votes blancs                          | Votes blancs             | Votes blancs             | 469          | 0,82         | 838         | 1,25        |
| Votes nuls               | Votes nuls                            | Votes nuls               | Votes nuls               | 397          | 0,70         | 363         | 0,54        |
| Total                    | Total                                 | Total                    | Total                    | 56 916       | 100          | 67 177      | 100         |
| Abstention               | Abstention                            | Abstention               | Abstention               | 40 247       | 41,42        | 29 985      | 30,86       |
| Inscrits / participation | Inscrits / participation              | Inscrits / participation | Inscrits / participation | 97 163       | 58,58        | 97 162      | 69,14       |

#### Deuxième circonscription
Député sortant : Nicolas Metzdorf (Générations NC)
| Candidat                 | Candidat                 | Parti et coalition       | Nuance                   | Premier tour | Premier tour | Second tour | Second tour |
| Candidat                 | Candidat                 | Parti et coalition       | Nuance                   | Voix         | %            | Voix        | %           |
| ------------------------ | ------------------------ | ------------------------ | ------------------------ | ------------ | ------------ | ----------- | ----------- |
|                          | Emmanuel Tjibaou         | UC                       | REG                      | 32 926       | 44,06        | 51 724      | 57,44       |
|                          | Alcide Ponga             | R-LR (LL-LR)             | DVD                      | 27 038       | 36,18        | 38 320      | 42,56       |
|                          | Milakulo Tukumuli        | L'EO                     | DVG                      | 8 906        | 11,92        |             |             |
|                          | Gérard Poadja            | CE (ENS)                 | HOR                      | 3 946        | 5,28         |             |             |
|                          | Luther Voudjo            | MNIS                     | REG                      | 1 114        | 1,49         |             |             |
|                          | Ronald Frère             | SC                       | REG                      | 808          | 1,08         |             |             |
|                          |                          |                          |                          |              |              |             |             |
| Suffrages exprimés       | Suffrages exprimés       | Suffrages exprimés       | Suffrages exprimés       | 74 738       | 97,84        | 90 044      | 98,64       |
| Votes blancs             | Votes blancs             | Votes blancs             | Votes blancs             | 1 042        | 1,36         | 745         | 0,82        |
| Votes nuls               | Votes nuls               | Votes nuls               | Votes nuls               | 609          | 0,80         | 495         | 0,54        |
| Total                    | Total                    | Total                    | Total                    | 76 389       | 100          | 91 284      | 100         |
| Abstention               | Abstention               | Abstention               | Abstention               | 48 562       | 38,86        | 33 655      | 26,94       |
| Inscrits / participation | Inscrits / participation | Inscrits / participation | Inscrits / participation | 124 951      | 61,14        | 124 939     | 73,06       |

Dans la deuxième circonscription, les bureaux de vote de la commune de Houaïlou n'ont pas été accessibles lors du vote du premier tour.

##### Cartes électorales

Résultats par communes au 1er tour.
Résultats par communes au 2e tour.